# 생태하천

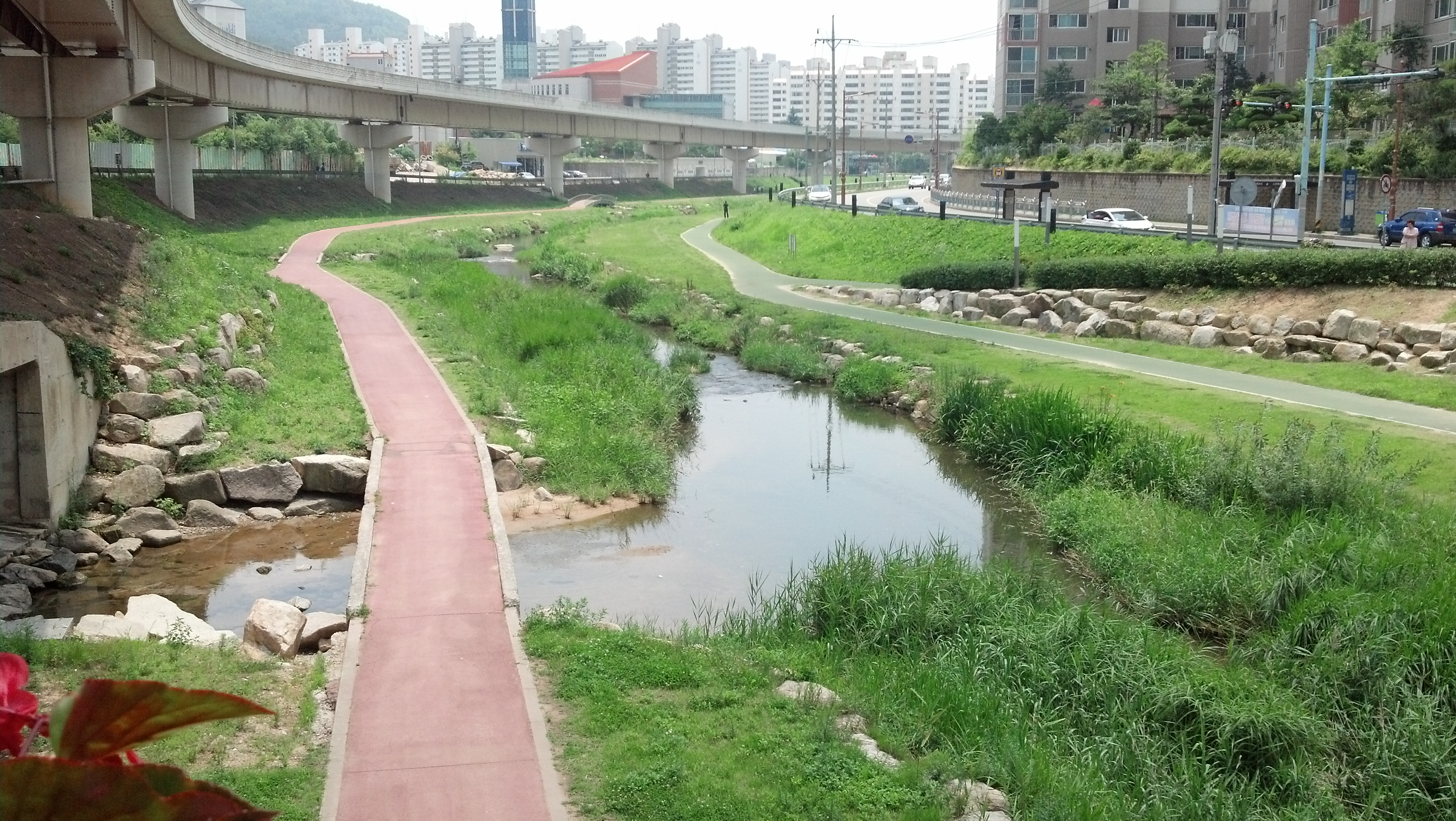
대한민국 경상남도 김해시를 흐르는 생태하천 '해반천'

생태하천 (Ecological Waters)은 도심이나 주거지 주변에 흐르는 물을 생태적으로 복원 또는 개발하여 만든 하천이다.

## 필요성
하천에 대한 정비와 개발에 있어서 경제논리와 이용의 편의성만을 강조한 나머지 무분별한 하천복개가 이뤄지고 콘크리트 구조물 등이 설치되면서 하천 고유의 생태기능이 상실되고 환경오염 문제가 크게 대두됐다.

## 같이 보기
- 댐
- 운하